# Rhopalomyia kemrudica
Rhopalomyia kemrudica är en tvåvingeart som beskrevs av Fedotova 1999. Rhopalomyia kemrudica ingår i släktet Rhopalomyia och familjen gallmyggor. Inga underarter finns listade i Catalogue of Life.